# McGill (stanice metra v Montréalu)
McGill je jedna z 27 stanic zelené linky montrealského metra (Angrignon – Honoré-Beaugrand), jejíž celková délka je 22,1 km. Ve směru z jihu na sever je tato stanice v pořadí dvanáctá, v opačném směru šestnáctá. Stanice se nachází v hloubce 10,7 m. Její vzdálenost od předchozí stanice Peel činí pouze 296,52 metrů, což je nejkratší mezistaniční vzdálenost celého montrealského metra. Od následující stanice Place-des-Arts je vzdálena 345,69 metrů.

## Historie
Stanice McGill byla otevřena 14. října 1966. Projektovali ji Crevier, Lemieux, Mercier a Caron.
Z hlediska historie stavby linky se tato stanice nachází v nejstarší části linky, která zahrnuje celkem 10 stanic (od stanice Atwater až po Frontenac), nachází se zhruba uprostřed zelené linky a byla zprovozněna v roce 1966.
Druhý nejstarší úsek je severní část, o kterou se zelená linka rozšířila v roce 1976. Jde o celkem 9 stanic mezi Préfontaine a Honoré-Beaugrand.
Stanice v jižním úseku Angrignon až Lionel-Groulx tvoří služebně nejmladší část zelené linky montrealského metra, která byla otevřena v roce 1978.